# Ekebergparken skulpturpark

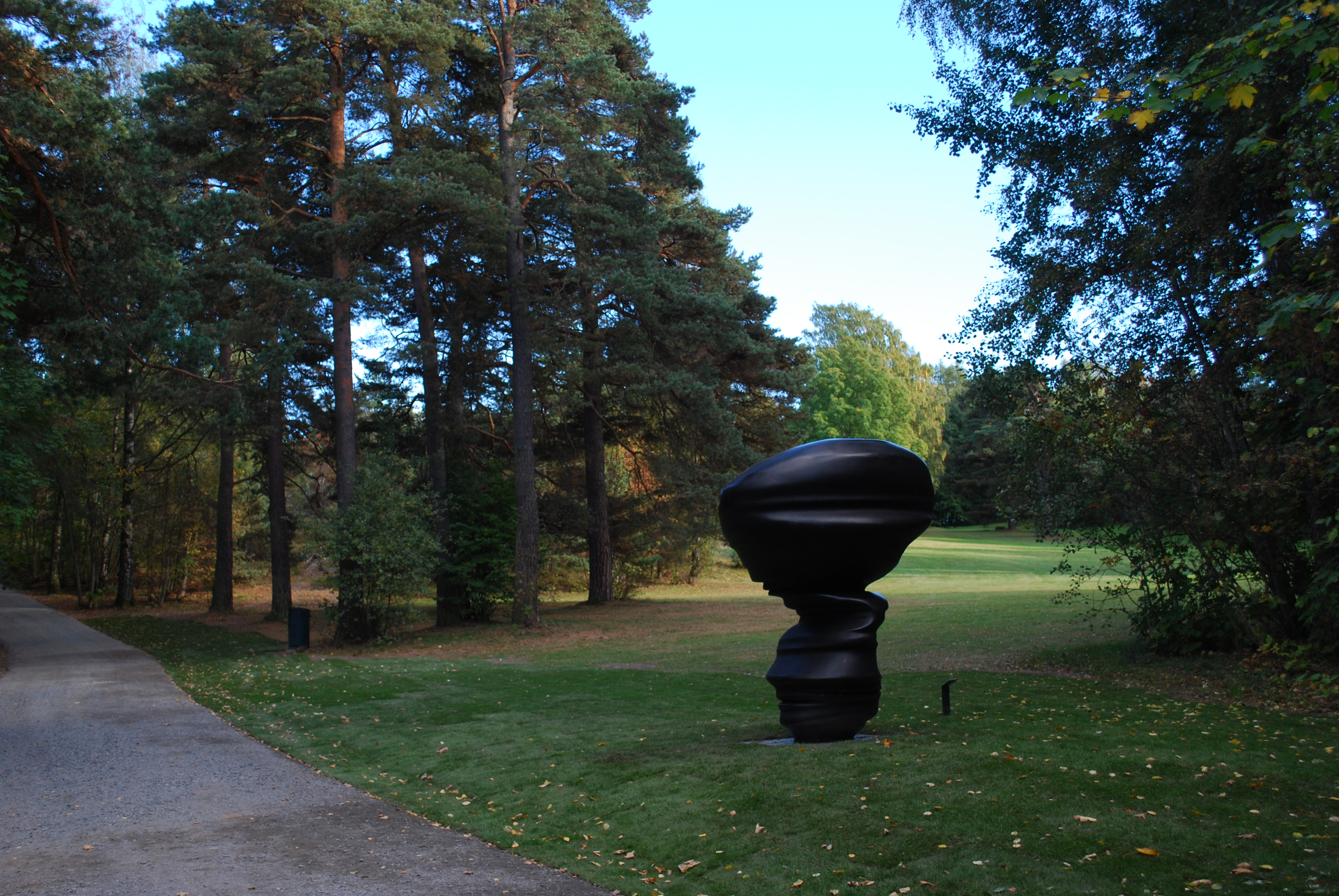
Ekebergsparken med Cast Glances av Tony Cragg

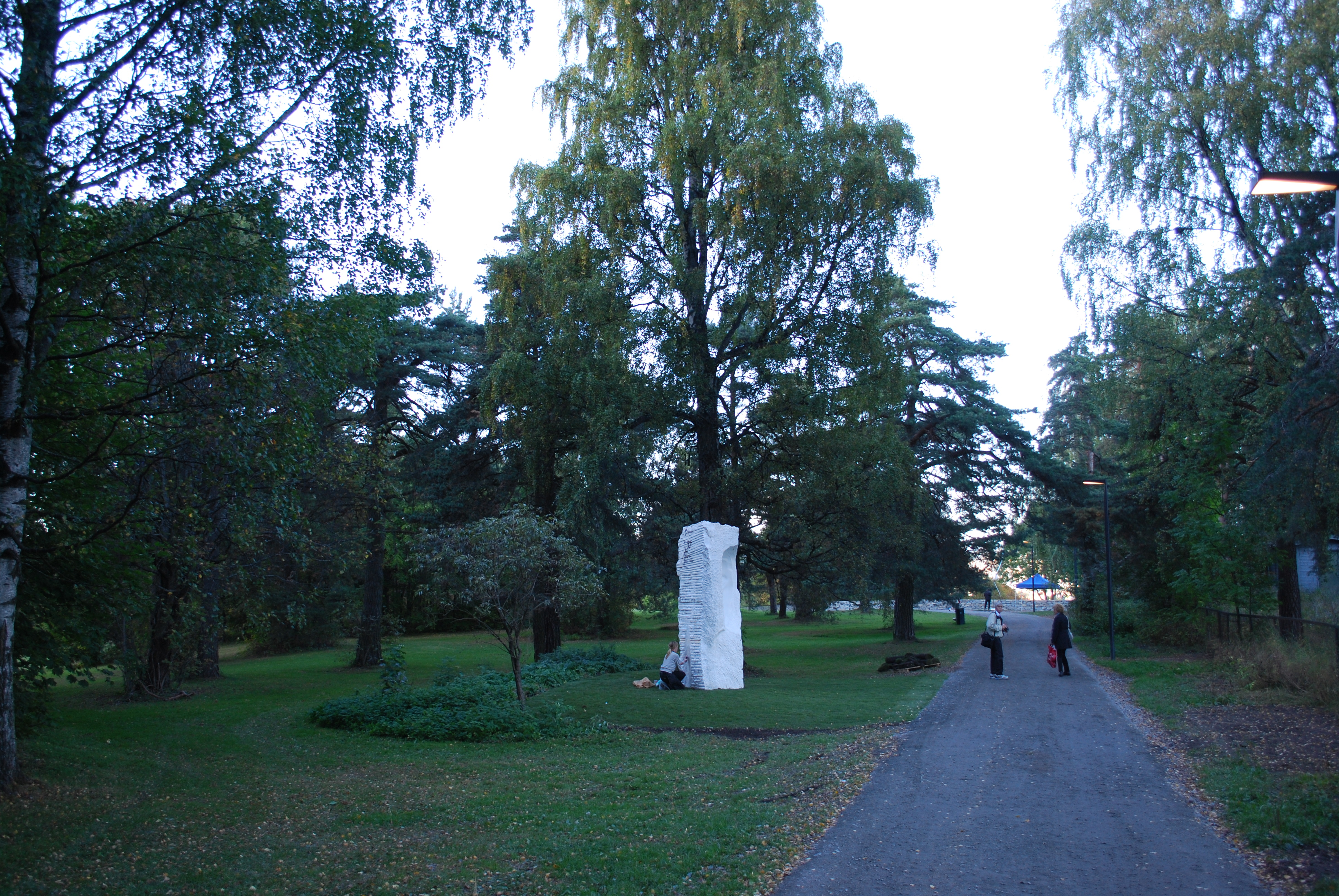
Gångväg nära Ekeberg Camping, med Konkavt ansikte av Hilde Mæhlum

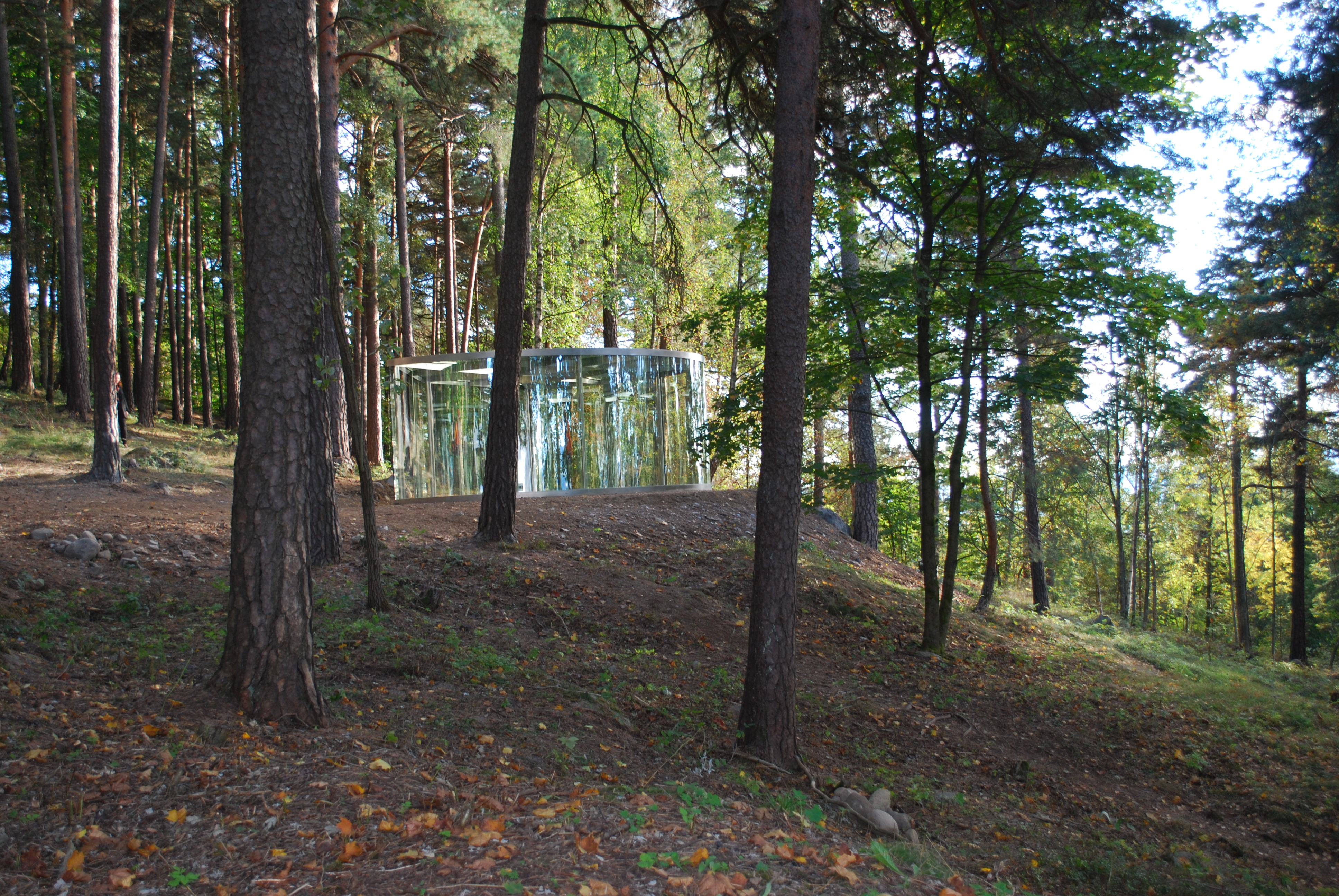
Skogsparti med Pavillion av Dan Graham

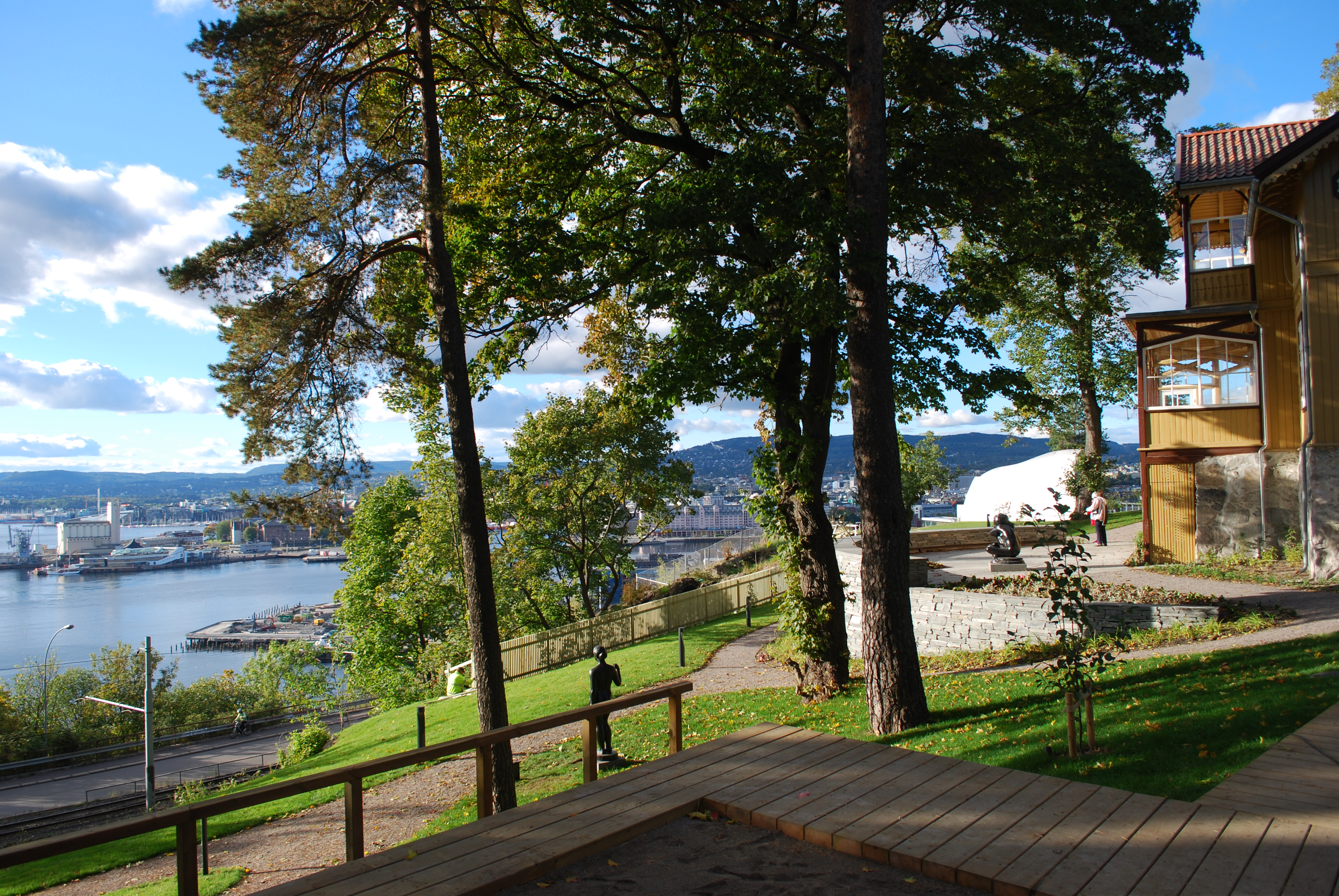
Trädgården vid Karlsborg med utsikt över staden. Den närmaste skulpturen är Nue Sans Draperie av Aristide Maillol, vid byggnaden står Cariatide à l'urne av Auguste Rodin

Ekebergparken skulpturpark är en skulpturpark i Ekebergparken på Ekeberg i stadsdelarna Gamle Oslo och Nordstrand i sydöstra Oslo.
Skulpturparken har tillkommit på initiativ och finansiering av fastighetsdirektören och konstsamlaren Christian Ringnes (född 1954). Parken, som ligger i ett skogsområde och är på 25,5 hektar, invigdes 26 september 2013.
Sammanlagt 31 skulpturer har installerats fram till invigningen 2013, många av dem med kvinnor som motiv. Parken ägs av Oslo kommun och skulpturerna ägs av den av Christian Ringnes instiftade C Ludens Ringnes Stiftelse. Ett kapital på 350 miljoner norska kronor har avsatts för att täcka inköpt av ytterligare skulpturer, upp till sammanlagt ett åttiotal, samt drift av parken i minst 50 år.

## Verk i skulpturparken 2013
- Installation, 2013, performance, Marina Abramovic
- Indre rom VI - Livsløpet, rostfritt stål, av Per Inge Bjørlo
- Reclining woman, brons, av Fernando Botero
- The Couple, aluminium, av Louise Bourgeois
- Ace of diamonds III, rostrfritt stål, 2004, av Lynn Chadwick
- Cast glances, brons, 2002, av Tony Cragg
- The Dance, rostfritt stål, 2013, av George Cutts
- Venus Milo aux tiroirs, brons, av Salvador Dali
- Ekeberg Pavillion, glas, sten och metall, 2013, av Dan Graham
- Walking Woman, brons, 2010, av Sean Henry
- Stone carving, 2013, av Jenny Holzer
- Marilyn, rostfritt stål, av Richard Hudson
- Levitating woman, brons, 2012, av Matt Johnson
- Open Book, rostfritt stål, 2010, av Diane Maclean
- Nue sans draperie, brons, av Aristide Maillol
- Konkavt ansikt, marmor, 2006, av Hilde Mæhlum
- Light projection, installation, 2010-13, av Tony Oursler
- Venus Victrix, brons,1914-16, av Auguste Renoir
- La grande laveuse, brons, 1917, av Auguste Renoir
- Eva, brons,1881, av Auguste Rodin
- Cariatide tombée à l'urne, brons, av Auguste Rodin
- Fideicommisum, brons, 2002, av Ann-Sofi Sidén
- Drømmersken, marmor, av Knut Steen
- Still life with landscape, rostfritt stål, 2011-12, av Sarah Sze
- Möbius trippel av Aase Texmon Rygh
- Ekeberg Skyspace, installation, 2010-13, av James Turrell
- Mor med barn, brons, av Per Ung
- Huldra, brons, av Dyre Vaa